# Neocarya
Neocarya is een geslacht uit de familie Chrysobalanaceae. Het geslacht telt een soort die voorkomt van tropisch West-Afrika tot in Soedan.

## Soorten
- Neocarya macrophylla (Sabine) Prance ex F.White